# Hévíz
Der Kurort Hévíz [ˈheːviːz] ist eine ungarische Stadt mit etwa 4300 Einwohnern im Kreis Keszthely im Komitat Zala. Zur Stadt gehört der Ortsteil Egregy.

## Geografische Lage
Hévíz liegt etwa fünf Kilometer nordwestlich der Kreisstadt Keszthely und des Plattensees. Nachbargemeinden sind Alsópáhok, Felsőpáhok und Nemesbük.

## Geschichte
Funde römischer Münzen aus dem See weisen darauf hin, dass die Gegend vor knapp 2000 Jahren bereits besiedelt war.
Forschungen belegen, dass germanische und slawische Stämme zur Zeit der Völkerwanderungen ebenfalls das Gewässer nutzten.
Hévíz wird erstmals im Jahr 1328 als Locus vulgariter Hewyz dictus (im Volk Hewyz genannter Ort) urkundlich erwähnt.
Die Kur in ihrer heutigen Form mit dem Badebetrieb besteht mittlerweile seit über 200 Jahren. Im Jahr 1795 ließ Graf Feštetićs den Ort zum Heilbad ausbauen, indem er Badehäuser und Kureinrichtungen errichten ließ.
Das Thermalbad wurde in den Jahren von 1964 bis 1968 erbaut und im Jahr 1986 durch einen Brand beschädigt. Zuletzt wurde es im Jahr 2010 baulich erneuert.
Der heutige Ort Hévíz entstand 1946 durch den Zusammenschluss der Gemeinden Egregy und Hévízszentandrás. Am 1. Mai 1992 erhielt Hévíz den Status einer Stadt. Von 2007 bis 2012 war die Stadt Verwaltungssitz des Kleingebiets Hévíz.
Heute besuchen den Ort pro Jahr etwa 900.000 Besucher. Es gibt ca. 10.000 Gästebetten.

## Thermalsee

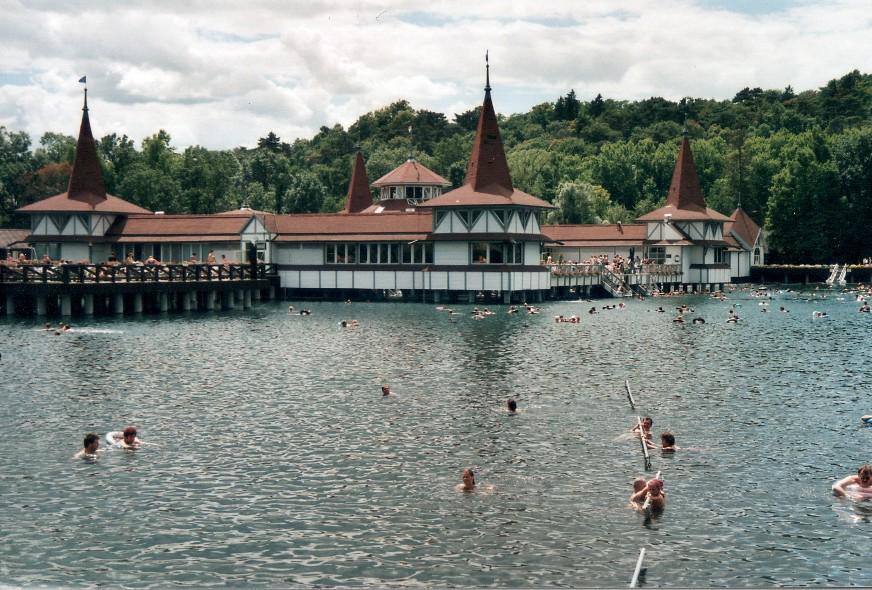
Thermalsee in Hévíz in 2000

Der Heilsee in Hévíz ist mit einer Fläche von rund 4,4 Hektar der größte natürliche und biologisch aktive Thermalsee der Welt, in dem man im ganzen Jahr baden kann. Dieser wird durch eine Thermalquelle aus einem Krater in 38 Metern Tiefe gespeist. Die Quelle ist mit 410 Litern pro Sekunde derart ergiebig, dass sich das Wasser innerhalb von etwa 84 Stunden komplett austauscht.
Das Wasser enthält Schwefel, Kohlendioxid, Kalzium, Magnesium sowie Hydrogenkarbonat und es besitzt leicht radioaktive Eigenschaften. Das Thermalwasser soll dadurch zur Entspannung des Körpers und damit zum Erfolg bei der Behandlung von rheumatischen und motorischen Beschwerden beitragen. Das Wasser wird bei Magenbeschwerden und Verdauungsproblemen sowie zur Trinkkur verwendet. Ferner wird im Winter der Bereich über dem Wasserspiegel zu einem riesigen Freiluft-Inhalatorium, da es zu einer starken Dampfentwicklung kommt. Diese Dämpfe sollen sich wohltuend auf die Stimmbänder auswirken.
Auch der Schlamm vom Grund des Sees wird für physiotherapeutische Maßnahmen angewandt. Er enthält sowohl organische als auch anorganische Bestandteile, wobei die wichtigsten davon Schwefellösungen und Radiumsalze sind.
Die Wassertemperaturen des Sees betragen im Sommer etwa 33 bis 36 °C, im Winter rund 23 bis 25 °C. Dadurch ist ein ganzjähriger Badebetrieb unter freiem Himmel möglich. Das Thermalbad ist täglich geöffnet.

## Öffentliche Verkehrsanbindung
- Linienbus nach Keszthely, wo sich der nächstgelegene Bahnhof befindet
- Busverbindung mit den Großstädten Ungarns
- Flüge aus Deutschland nach Hévíz-Balaton Airport (Flughafen Balaton)

## Sehenswürdigkeiten
- Dr. Schulhof Vilmos Promenade
- Fußgängerzone
- Rathaus
- Kirche aus der Arpadenzeit
- Herz-Jesu-Kirche
- Römisch-katholische Heiliger Geist Kirche
- Evangelisch–reformierte Kirche
- Art Kino
- Museale Sammlung
- Büfettreihe
- Egregyer Weinkeller
- Museum Egregy
- Grab des römischen Soldaten
- Römischer Ruinengarten
- Bauernmarkt Hévíz
- Kreuzweg in Egregy
- Festetics Platz und 3D Plastik von See
- Lehrpfad Seerose und Baumkronen-Aussichtspunkt

## Städtepartnerschaften
- Čazma, Kroatien, seit 2009
- Fethiye, Türkei, seit 2015
- Guilin, Volksrepublik China, seit 2012
- Herbstein, Deutschland seit 1995
- Pjatigorsk,[5] Russland seit 2012
- Pfungstadt, Deutschland seit 2005
- Scharm asch-Schaich, Ägypten, seit 2013
- Ustrzyki Dolne, Polen, seit 2016

## Galerie

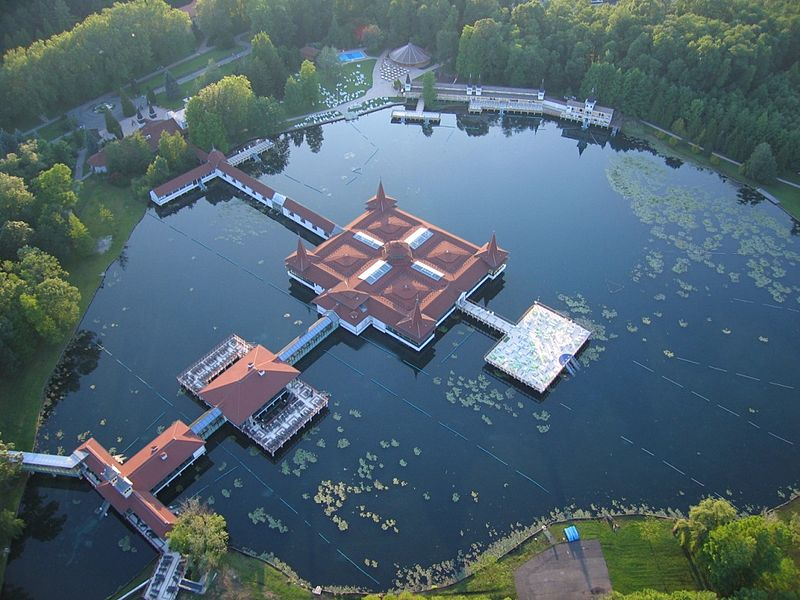
Blick auf den Thermalsee
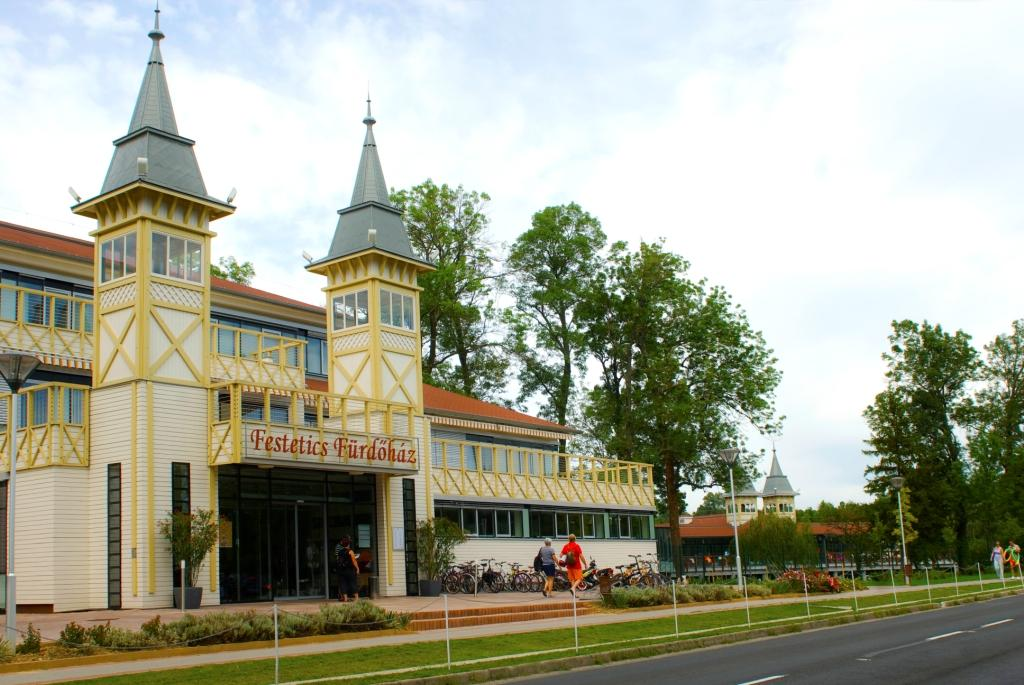
Eingang zum Thermalbad
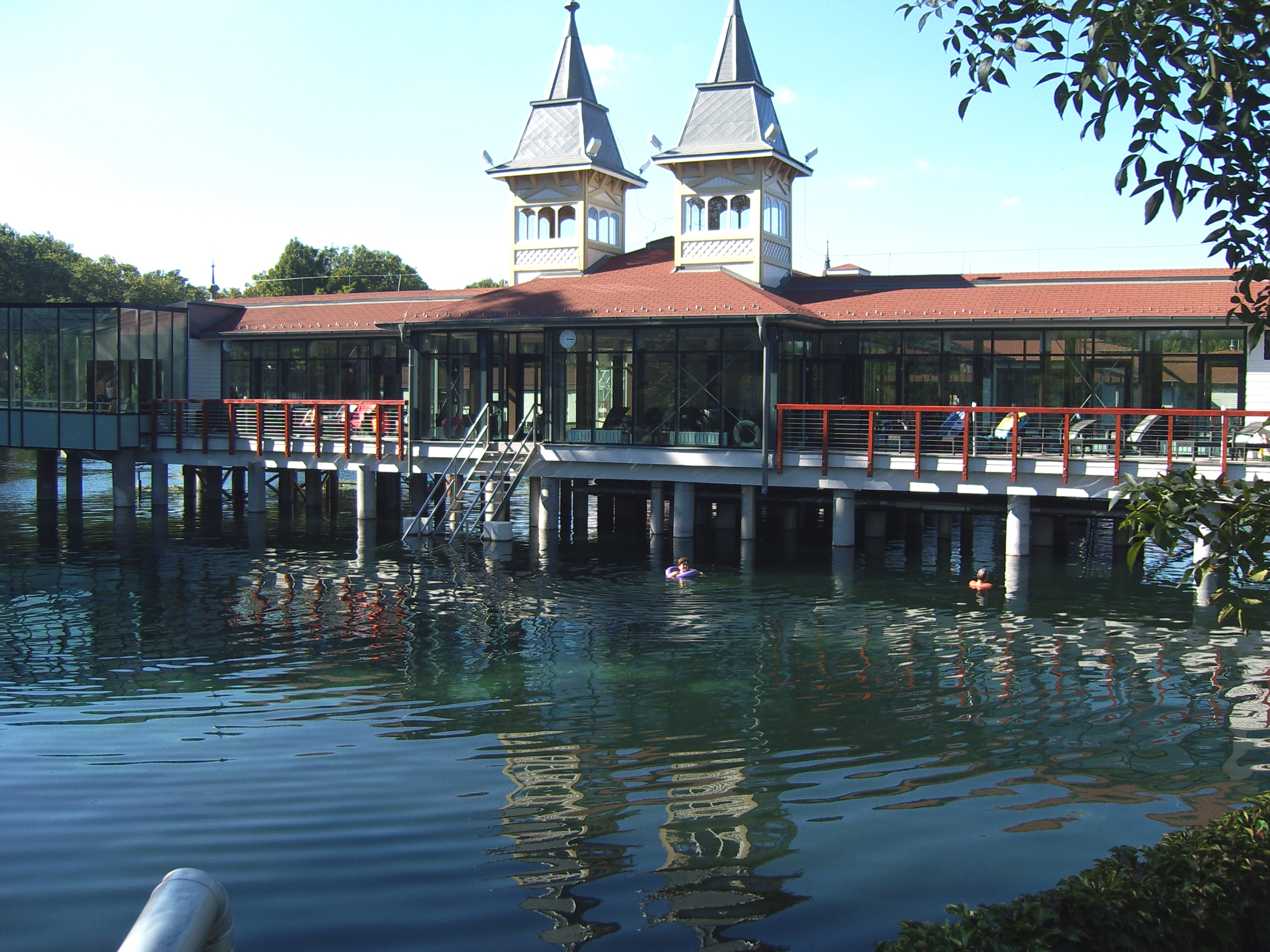
Im Inneren des Thermalbads
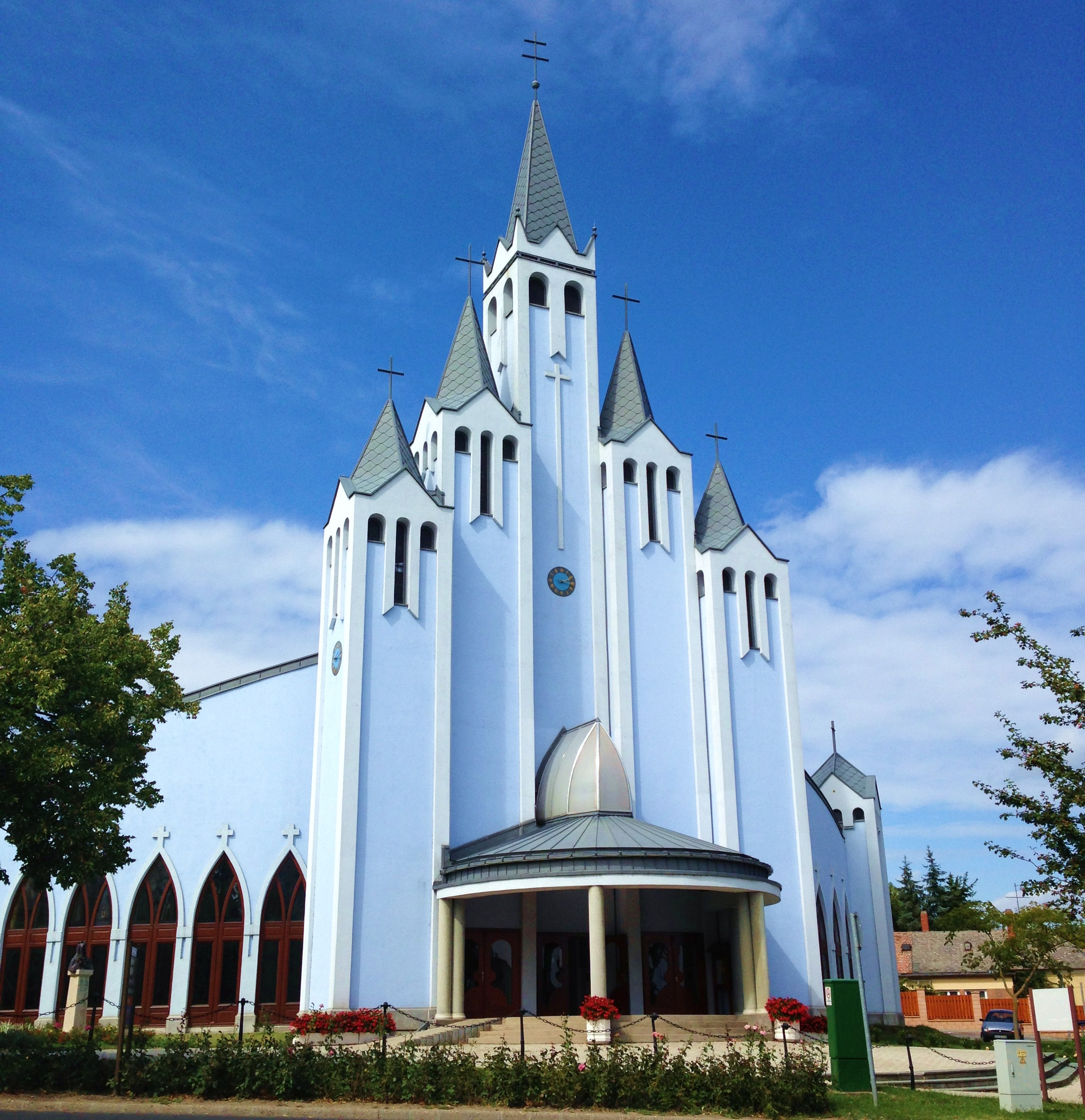
Römisch-katholische Kirche Szentlélek
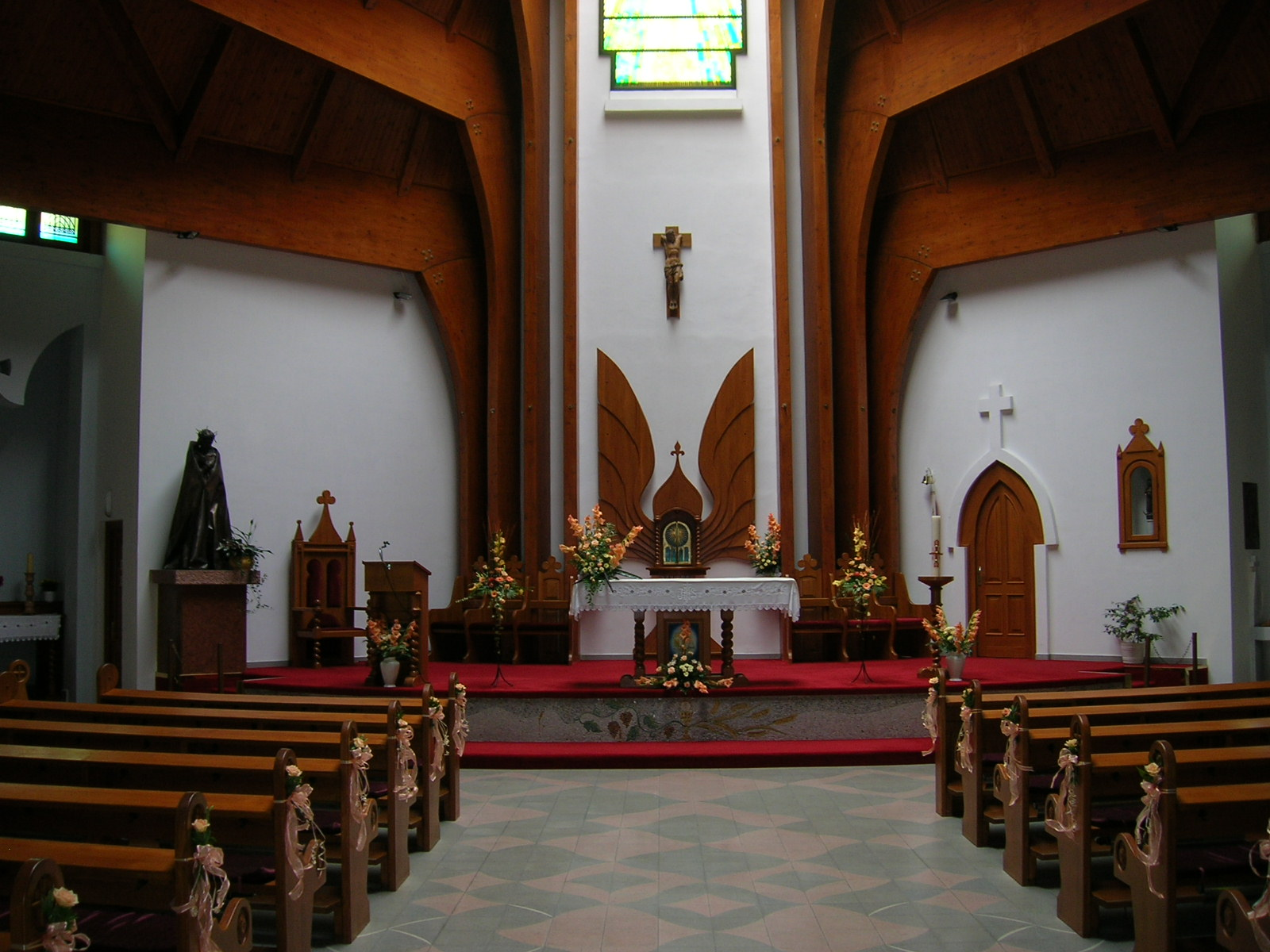
Innenraum der Kirche Szentlélek
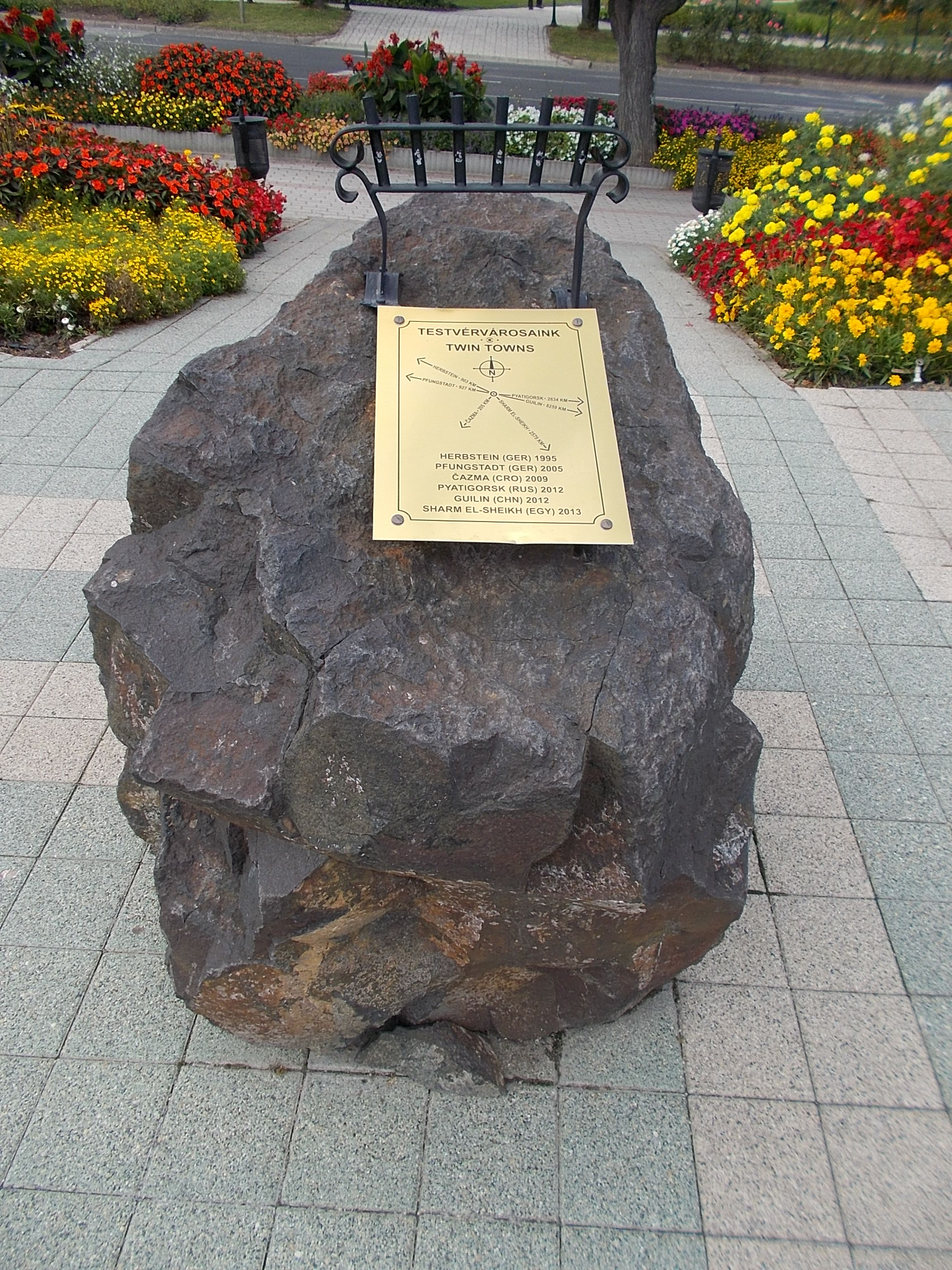
Gedenkstein zu den Städtepartnerschaften

## Persönlichkeiten
- Krisztofer Horváth (* 2002), Fußballspieler